# 板西町
板西町（ばんざいちょう）は、徳島県板野郡にあった町。現在の板野町の北東部にあたる。本項では町制前の名称である板西村（ばんざいそん）についても述べる。

## 地理
- 山岳 ： 鉢伏山
- 河川 ： 旧吉野川、黒谷川、宮川内谷川

## 歴史
- 1889年（明治22年）10月1日 - 町村制の施行により、吹田村・大坂村・川端村および大寺村の大部分・犬伏村の一部の区域をもって板西村が発足。
- 1908年（明治41年）7月29日 - 板西村が町制施行して板西町となる。
- 1955年（昭和30年）2月11日 - 松坂村・栄村と合併して板野町が発足。同日板西町廃止。

## 交通

### 鉄道路線
- 日本国有鉄道
  - 高徳本線（現・高徳線）
    - 阿波大宮駅 - 板西駅（現・板野駅）

  - 鍛冶屋原線
    - 板西駅

### 道路
現在は旧町域に高松自動車道の板野インターチェンジが所在し、徳島自動車道が通過するが、当時は未開通。